# Strömsund
Strömsund este un oraș în Suedia.

## Demografie
| \| Evoluția demografică a zonei urbane Strömsund, 1970–2015 \| Evoluția demografică a zonei urbane Strömsund, 1970–2015 \| Evoluția demografică a zonei urbane Strömsund, 1970–2015 \| Evoluția demografică a zonei urbane Strömsund, 1970–2015 \| Evoluția demografică a zonei urbane Strömsund, 1970–2015 \| \| --------------------------------------------------------------------------------------- \| -------------------------------------------------------- \| -------------------------------------------------------- \| -------------------------------------------------------- \| -------------------------------------------------------- \| \| An \| \| \| Locuitori \| \| \| 1970 \| 1970 \| \| 3.578 \| 3.578 \| \| 1975 \| 1975 \| \| 4.119 \| 4.119 \| \| 1980 \| 1980 \| \| 4.239 \| 4.239 \| \| 1990 \| 1990 \| \| 4.193 \| 4.193 \| \| 1995 \| 1995 \| \| 4.090 \| 4.090 \| \| 2000 \| 2000 \| \| 3.707 \| 3.707 \| \| 2005 \| 2005 \| \| 3.516 \| 3.516 \| \| 2010 \| 2010 \| \| 3.589 \| 3.589 \| \| 2015 \| 2015 \| \| 3.690 \| 3.690 \| \| Sursa: SCB - Statistika Centralbyrån, Folkmängden per tätort. Vart femte år 1960 - 2016 \| \| \| \| \| |      |  |           |       |
| Evoluția demografică a zonei urbane Strömsund, 1970–2015 |      |  |           |       |
| An |      |  | Locuitori |       |
| 1970 | 1970 |  | 3.578     | 3.578 |
| 1975 | 1975 |  | 4.119     | 4.119 |
| 1980 | 1980 |  | 4.239     | 4.239 |
| 1990 | 1990 |  | 4.193     | 4.193 |
| 1995 | 1995 |  | 4.090     | 4.090 |
| 2000 | 2000 |  | 3.707     | 3.707 |
| 2005 | 2005 |  | 3.516     | 3.516 |
| 2010 | 2010 |  | 3.589     | 3.589 |
| 2015 | 2015 |  | 3.690     | 3.690 |
| Sursa: SCB - Statistika Centralbyrån, Folkmängden per tätort. Vart femte år 1960 - 2016 |      |  |           |       |